# تروکمارتون (تگزاس)
تروکمارتون، تگزاس(به انگلیسی: Throckmorton, Texas) شهری در ایالت تگزاس از ایالات جنوبی ایالات متحده آمریکا است. در سرشماری سال ۲۰۰۰، جمعیت این شهر ۹۰۵ نفر اعلام شد.